# Yukinari Sugawara
Yukinari Sugawara (jap. 菅原 由勢, Sugawara Yukinari; * 28. Juni 2000 in Toyokawa) ist ein japanischer Fußballspieler, der seit Juli 2024 beim englischen FC Southampton unter Vertrag steht. Er ist seit Oktober 2020 japanischer Nationalspieler und spielt meist auf der Position des rechten Außenverteidigers, kann aber auch die Position des Innenverteidigers besetzen.

## Karriere

### Verein
Der in Toyokawa geborene Sugawara stammt aus der Jugendabteilung von Nagoya Grampus und wurde zum Spieljahr 2018 in die erste Mannschaft befördert. Am 24. Februar 2018 (1. Spieltag) debütierte er beim 3:2-Auswärtssieg gegen Gamba Osaka für den Erstligisten. Mit diesem Einsatz wurde der 17 Jahre, sieben Monate und 27 Tage alte Innenverteidiger zum zweitjüngsten Spieler in der J1 League seit Junichi Inamoto im Jahr 1997. In den nächsten Ligaspielen wurde er regelmäßig eingesetzt. Während Grampus in 15 Ligaspielen kein Sieg gelang, fiel Sugawara aus der Startformation und wurde in der restlichen Spielzeit nicht mehr berücksichtigt. Er beendete die Saison 2017 mit 13 Ligaeinsätzen und bestritt zusätzlich dazu sechs Pokalpartien. In der nächsten Spielzeit 2019 wurde er bis zu seinem Wechsel in keiner Ligapartie eingesetzt, sammelte aber im J.League Cup Einsatzzeit auf der Innen- und Außenverteidigerposition.
Am 21. Juli 2019 wechselte Yukinari Sugawara für die gesamte Saison 2019/20 zum niederländischen Ehrendivisionär AZ Alkmaar, der sich eine Kaufoption für den jungen Defensivmann sicherte. Sein Debüt bestritt er am 25. Juli 2019 beim 0:0-Unentschieden gegen den BK Häcken in der 2. Qualifikationsrunde zur UEFA Europa League 2019/20, als er in der 59. Spielminute für Stijn Wuytens eingewechselt wurde. Bei AZ war er von Beginn an als rechter Außenverteidiger eingeplant, wo er dem Norweger Jonas Svensson Konkurrenz machen und als sein zukünftiger Nachfolger aufgebaut werden sollte. Am 4. August 2019 (1. Spieltag) startete er beim Heimspiel gegen Fortuna Sittard und erzielte in der 84. Spielminute nach Vorarbeit von Calvin Stengs den Treffer zum 4:0-Endstand. In der Liga und der Gruppenphase der UEFA Europa League 2019/20 kam er in der nächsten Zeit regelmäßig als Rotationsspieler zum Einsatz, während er auch einige Einsätze für die Reservemannschaft Jong AZ Alkmaar in der zweithöchsten niederländischen Spielklasse absolvierte. Am 23. Februar 2020 gab der Verein bekannt, dass Sugawara zum 1. Juni 2020 einen Fünfjahresvertrag bei den Niederländern antreten wird. Allerdings war schon die Saison 2023/24, in der er in 30 Spielen der Eredivisie für Alkmaar auf dem Platz stand und dabei vier Tore schoss und sieben Vorlagen gab, seine letzte in den Niederlanden. Im Sommer 2024 verpflichtete ihn der englische Erstligist FC Southampton für eine Ablösesumme von sieben Millionen Euro. Sein Vertrag bei Southampton läuft bis zum Sommer 2028.

### Nationalmannschaft
Im späten Jahr 2015 absolvierte Yukinari Sugawara vier Länderspiele für die japanische U15-Nationalmannschaft. Seit Februar 2017 war er anschließend für die U17 im Einsatz. Im Oktober 2017 nahm er mit der Auswahl an der U17-Weltmeisterschaft 2017 in Indien teil, wo er in allen drei Gruppenspielen der Mannschaft auf dem Platz stand. Im Achtelfinale schied man im Elfmeterschießen gegen den späteren Weltmeister England aus. Sugawara verwertete dabei seinen Versuch als erster Schütze der Japaner. Insgesamt bestritt er für die U17 12 Länderspiele, in denen er ein Tor erzielte.
Im Oktober 2018 nahm er mit der Japan U19 an der U19-Asienmeisterschaft in Indonesien teil. Beim Turnier absolvierte er drei der fünf möglichen Spiele und kam mit der Mannschaft ins Halbfinale.
Im März 2019 wurde er erstmals bei Testspielen bei der U20 eingesetzt und für den Kader der Auswahl für die U20-Weltmeisterschaft 2019 in Polen nominiert. Beim Turnier kam er in allen drei Gruppenspielen zum Einsatz und auch bei der 0:1-Achtelfinalniederlage gegen den späteren Vizeweltmeister Südkorea stand er von Beginn an auf dem Platz.
Im Oktober 2019 war er erstmals für die U23 im Einsatz.
Am 9. Oktober 2020 gab er beim torlosen Unentschieden im freundschaftlichen Länderspiel gegen Kamerun sein Debüt für die japanische A-Nationalmannschaft. Bis Beginn 2025 hat er 14 Länderspiele für die A-Nationalmannschaft Japans bestritten und dabei zwei Tore erzielt.